# Tadeusz Żyznowski
Tadeusz Żyznowski (ur. 20 października 1937 w Kamiance) – polski prawnik, sędzia Sądu Najwyższego, członek Państwowej Komisji Wyborczej.

## Życiorys
Ukończył studia prawnicze na Wydziale Prawa i Administracji Uniwersytetu Warszawskiego (1961). W latach 1962–1964 odbył aplikację sądową, w 1964 otrzymał nominację asesorską i rozpoczął orzekanie w Sądzie Rejonowym w Płońsku. W 1965 został sędzią sądu rejonowego, objął funkcję przewodniczącego wydziału cywilnego w Sądzie Rejonowym w Mińsku Mazowieckim. W latach 1968–1970 był wizytatorem w departamencie spraw cywilnych Ministerstwa Sprawiedliwości, następnie powołany na sędziego Sądu Wojewódzkiego dla województwa warszawskiego. W 1975 powrócił do resortu sprawiedliwości. Został czasowo delegowany do orzekania w Izbie Cywilnej Sądu Najwyższego, a w 1982 otrzymał nominację na sędziego Sądu Najwyższego.
W latach 1990–2001 przewodniczył Komisji Odwoławczej przy Urzędzie Patentowym Rzeczypospolitej Polskiej. Od 1991 był członkiem Państwowej Komisji Wyborczej. W 2007 przeszedł w stan spoczynku. Współautor publikacji naukowych, w tym komentarza do kodeksu postępowania cywilnego.
Odznaczony m.in. Krzyżem Oficerskim (2000) i Krzyżem Komandorskim (2011) Orderu Odrodzenia Polski.